# Frutos Baeza
 José Frutos Baeza (11 de enero de 1861 - 29 de marzo de 1918) fue poeta y escritor en el dialecto murciano. Sus temas se han centrado en la Huerta de Murcia en sus colaboraciones literarias. Pedro Jara Carrillo le dio el título de último panocho a su muerte.

## Biografía
Nace el 11 de enero de 1861 en el seno de una familia humilde en la capital murciana. Con 18 años entró a trabajar en El Diario de Murcia como cajista, operario de imprenta. En este diario hizo gran amistad con José Martínez Tornel ejerciendo de procurador de los tribunales para el mismo. Comenzó su trabajo de periodista en este diario y a su cierre pasó a colaborar con el diario El Tiempo; disponiendo de una sección llamada De la Murcia de Ayer, en la que daba a conocer datos históricos sobre las tradiciones murcianas. En esa época trabajaba en el archivo municipal de Murcia. Murió el 29 de marzo de 1918.
Se puede considerar el escritor murciano más popular en su época, llegando a ser cronista oficial de Murcia.

## Obra
Con 24 años publica su libro Palicos y cañicas en colaboración con el poeta José María Rodríguez Gabaldón. Su obra se dirige a la divulgación de las tradiciones murcianas y del dialecto murciano, denominado panocho. En su obra De mi tierra, defiende el panocho como lenguaje propio; un ejemplo importante es su poema El habla huertana.   En esta misma obra recupera los juegos o escenificaciones teatrales que se hacían en la huerta:  El médico, El callejero particular, El juego del ceazo y El Cristo del velón.
Algunos de sus libros de poesía son:
- Palicos y cañicas El Diario de Murcia, 1885[2]

- Pólvora en salvas El Diario de Murcia, 1895[3]
- De mi tierra: romances, bandos, cuentos y juegos representados de la huerta de Murcia El Diario de Murcia, 1897, 1899[4]
- ¡Cajines y albares!   Editorial De mi tierra, Murcia, 1904[5]
- Desde Churra a la Azacaya (pasando por Zaraiche): colección de romances murcianos, soflanas y bandos de la huerta , Murcia, 1915

Su prosa se puede leer en El ciudadano Fortún: memorias de la época de “Los mal llamados Tres Años” y sus alrededores tomadas de viva voz y documentalmente, 1909, que consiste en una novela corta y en Bosquejo histórico de Murcia y su Concejo, que recoge sus investigaciones en el archivo de Murcia y se publica en 1935, a título póstumo.